# Tavenna
Tavenna is een gemeente in de Italiaanse provincie Campobasso (regio Molise) en telt 924 inwoners (31-12-2004). De oppervlakte bedraagt 22,0 km², de bevolkingsdichtheid is 42 inwoners per km².

## Demografie
Tavenna telt ongeveer 413 huishoudens. Het aantal inwoners daalde in de periode 1991-2001 met 17,4% volgens cijfers uit de tienjaarlijkse volkstellingen van ISTAT.
| Jaar | Inwoneraantal |
| ---- | ------------- |
| 1991 | 1205          |
| 2001 | 995           |

## Geografie
De gemeente ligt op ongeveer 550 m boven zeeniveau.
Tavenna grenst aan de volgende gemeenten: Acquaviva Collecroce, Mafalda, Montenero di Bisaccia, Palata, San Felice del Molise.